# Oblężenie Limerick (1690–1691)
Oblężenie Limerick w latach 1690–1691 było trzecim i ostatnim oblężeniem tego miasta w XVII w. Doszło do niego w trakcie wojny irlandzkiej zwanej też wojną dwóch królów. 
Po bitwie nad Boyne armia Jakobitów znajdowała się w sytuacji podobnej do tej w jakiej byli irlandzcy konfederaci podczas ostatniego oblężenia Limerick 40 lat wcześniej. Kontrolowali oni jedynie mały obszar na zachód od rzeki Shannon pomiędzy miasteczkami Limerick i Galway. Główna armia jakobitów po klęsce pod Boyne wycofała się do miasta. Niektórzy z bardziej doświadczonych oficerów, przede wszystkim Richard Talbot zamierzali poddać się armii Wilhelma III, dopóki istniała jeszcze możliwość wynegocjowania korzystnych warunków kapitulacji. Jednak inni dowódcy m.in. Patrick Sarsfield (1 Earl of Lucan) zdecydowali się na dalszą walkę. W Limerick stacjonowało około 14 500 żołnierzy a w okolicach około 2500 kawalerzystów dowodzonych przez Sarsfielda. Morale armii było wysokie.

## Pierwsze oblężenie 1690
Wilhelm III Orański na czele 25 000 żołnierzy dotarł w okolice miasta dnia 7 sierpnia 1690 r. Wojska te zajęły Ireton's Fort i Cromwell's Fort położone poza miastem. Oblegającym brakowało jednak dostatecznej ilości wyposażenia oblężniczego, które podczas transportu z Dublina zostało zniszczone przez kawalerię Sarsfielda w okolicy Ballyneety. Akcja to sparawiła, że oblegający musieli czekać 10 dni na nowy transport przybyły z miejscowości Waterford. Wilhelm III zamierzał zakończyć wojnę jeszcze tej zimy, zamierzając następnie zwrócić się ku Niderlandom. Dlatego zdecydował się na przypuszczenie bezpośredniego ataku na miasto. 
Działa oblężnicze rozpoczęły ostrzał dokonując niewielkiego wyłomu w murach w okolicy Irish Town. Dnia 27 sierpnia rozpoczął się szturm wojsk Wilhelma. Najpierw w okolice wyłomu ruszyli duńscy grenadierzy, jednak francuski oficer jakobitów Boisseleau usypał wewnątrz murów wał ziemny oraz postawił barykady. Duńczycy oraz pozostałe 8 regimentów w trakcie ataku odnieśli wysokie straty od ostrzału muszkietów i artylerii. Żołnierze jakobiccy nie posiadający broni palnej oraz ludność cywilna miasta obrzucali napastników kamieniami i butelkami. Jakobicki regiment dragonów wykonał nawet wypadu atakując żołnierzy przeciwnika i odrzucając ich poza mury. Po trzech i pół godzinie walk Wilhelm wycofał swoją armię. Jego straty wyniosły 3000 ludzi, wśród których znajdowali się żołnierze z najlepszych jednostek niderlandzkich, niemieckich oraz francuskich. W Limerick poległo też około 400 obrońców. Na skutek zbliżającej się zimy Wilhelm przerwał oblężenie miasta i wycofał się na kwatery zimowe, gdzie na skutek chorób i epidemii zmarło kolejnych 2000  żołnierzy. Krótko potem władca opuścił Irlandię. 

## Drugie oblężenie 1691
W sierpniu 1691 r. armia Wilhelma powróciła pod Limerick w celu kontynuowanie oblężenia. W międzyczasie sytuacja militarna zmieniła się całkowicie. Główna armia Jakobitów została pobita w bitwie pod Aughrim w lipcu 1691 r. tracąc w niej 4000 żołnierzy, wśród nich komendanta Markiza de St Ruth. Tysiące żołnierzy dostało się do niewoli lub zdezerterowało. W tym samym miesiącu skapitulowało miasto Galway a pozostali przy życiu żołnierze wycofali się do Limerick. Tym razem morale armii nie było najwyższe a gotowość do kapitulacji ogromna. Pomimo tego urządzenia obronne zostały w mieście umocnione i rozbudowane. Siły obrońców w mieście liczyły około 14 000 ludzi. 
Generał Godert de Glinkell nakazał swoim 20 000 ludzi otoczenie miasta i ostrzał murów miejskich. Artylerii udało się dokonać kolejnego wyłomu w okolicy English Town. Niespodziewany atak napastników zepchnął irlandzkich obrońców z wałów w kierunku Thomond Bridge i dalej do Irish Town. Francuskie oddziały stojące w Irish Town nie zdecydowały się jednak na otwarcie bram, w wyniku czego życie straciło 800 żołnierzy, częściowo topiąc się w rzece Shannon. 
Po tym wydarzeniu dowództwo nad obroną objął Patrick Sarsfield, dymisjonując francuskich oficerów oraz rozpoczynając rozmowy kapitulacyjne. Sarsfield oraz Ginkell podpisali w końcu układ kapitulacyjny, kończący oblężenie miasta. Sarsfiels opuścił Irlandię na czele 10 000 żołnierzy oraz 4000 kobiet i dzieci, kierując się do Francji.